# Qemetica
Qemetica ist ein polnisches Chemieunternehmen und wurde 1945 als Centrala Importowo-Eksportowa Chemikalii i Aparatury Chemicznej von der VR Polen gegründet.

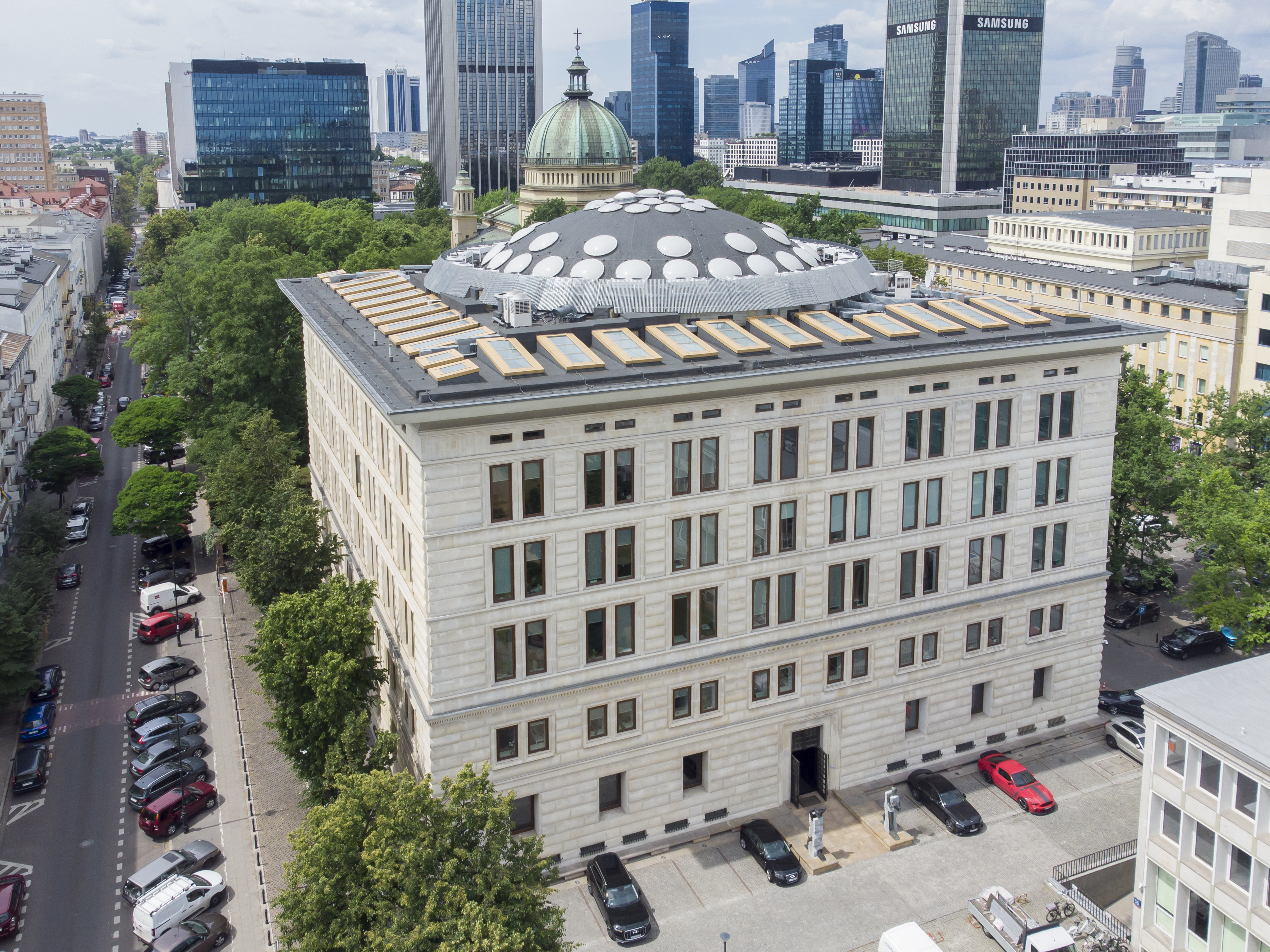
Zentrale Qemetica im Ufficio Primo in Warschau

2007 wurde das Sodawerk Staßfurt übernommen. In Polen besitzt Ciech Sodawerke in Inowrocław und Janikowo, außerdem das Chemiewerk Zachem in Bydgoszcz, dessen Toluol-2,4-diisocyanat-Produktion 2013 von BASF übernommen wurde. Das Phosphor- und Chromchemiewerk in Alwernia wurde 2013 an Kermas verkauft.
Das Unternehmen ist an der Warschauer Börse notiert und war bis zum 8. März 2025 im polnischen Mittelwerteindex mWIG40 enthalten. Im Juni 2024 wurde der Name von "Ciech" in "Qemetica" geändert.

## Struktur
Die Qemetica-Gruppe ist in folgenden Bereichen aktiv:
- Segment Soda (darunter QEMETICA Soda Deutschland und QEMETICA Salz Deutschland, beide Sitz in Staßfurt)
- Segment Agro (Pflanzenschutzmittel und ähnliches)
- Segment Żywice (Harze)
- Segment Pianki (PUR-Schaum für Möbelindustrie)
- Segment Krzemiany (Silikate)
- Segment Opakowania (Verpackung, Behälterglas)
- andere Aktivitäten (darunter interne Dienstleister und das Bahnunternehmen Qemetica Cargo)